# Chiesa di Notre-Dame de la Chapelle
La chiesa di Nostra Signora della Cappella (in francese: église de Notre-Dame-de-la-Chapelle, in fiammingo: Kapellekerk) è una chiesa di Bruxelles, in stile di transizione dal romanico al Gotico brabantino. È la chiesa della comunità polacca della città.

## Storia

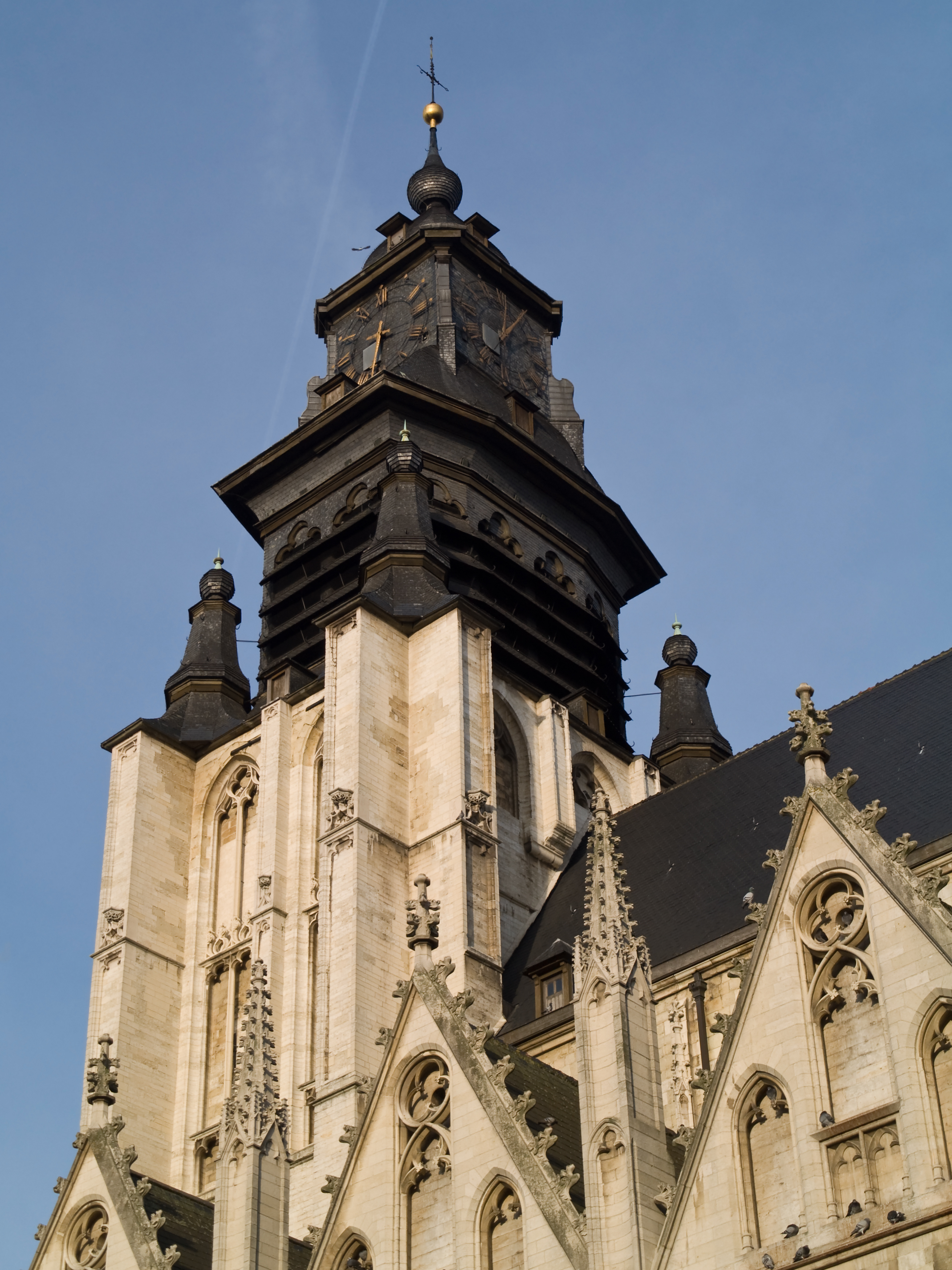
Coronamento barocco della torre

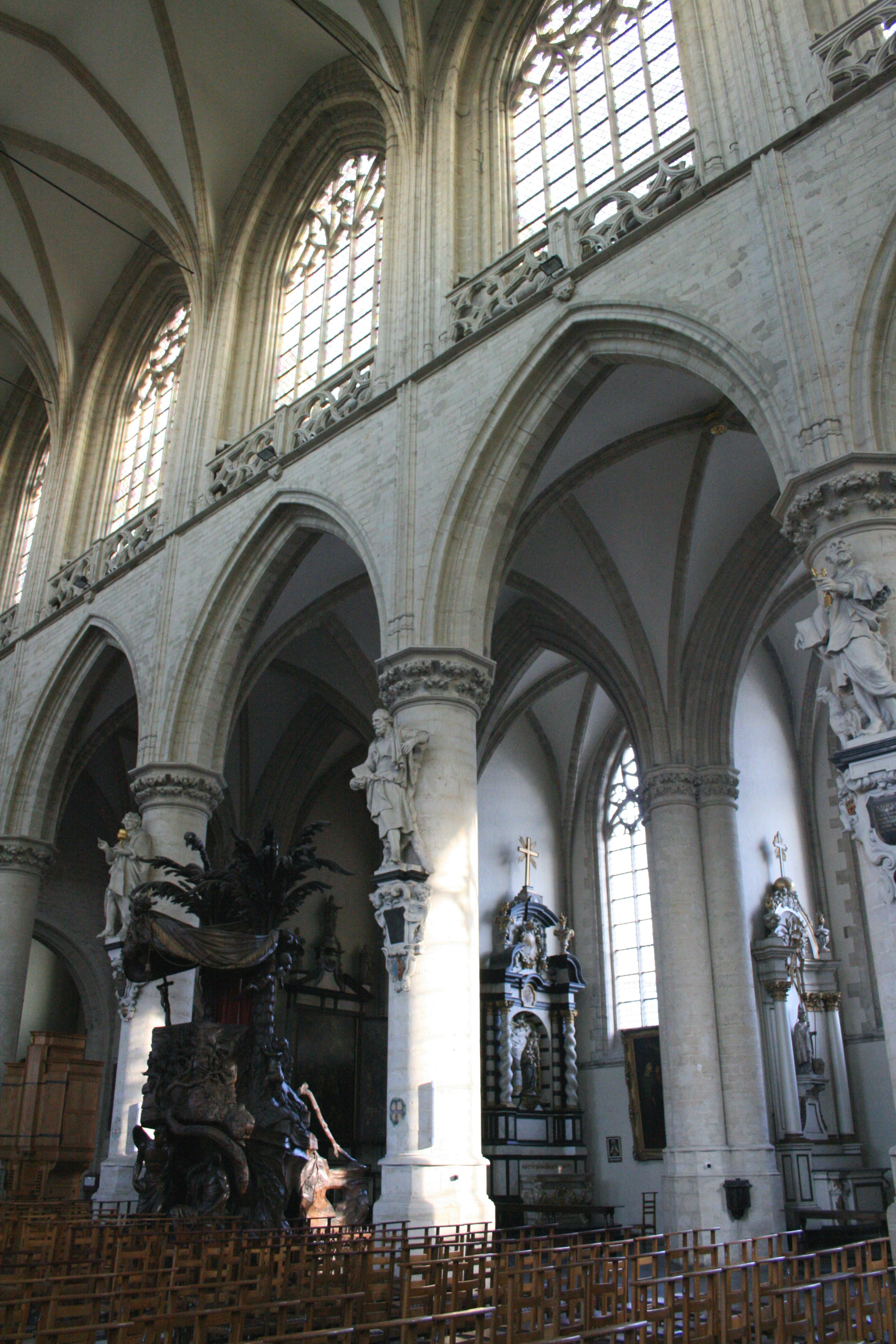
Interno

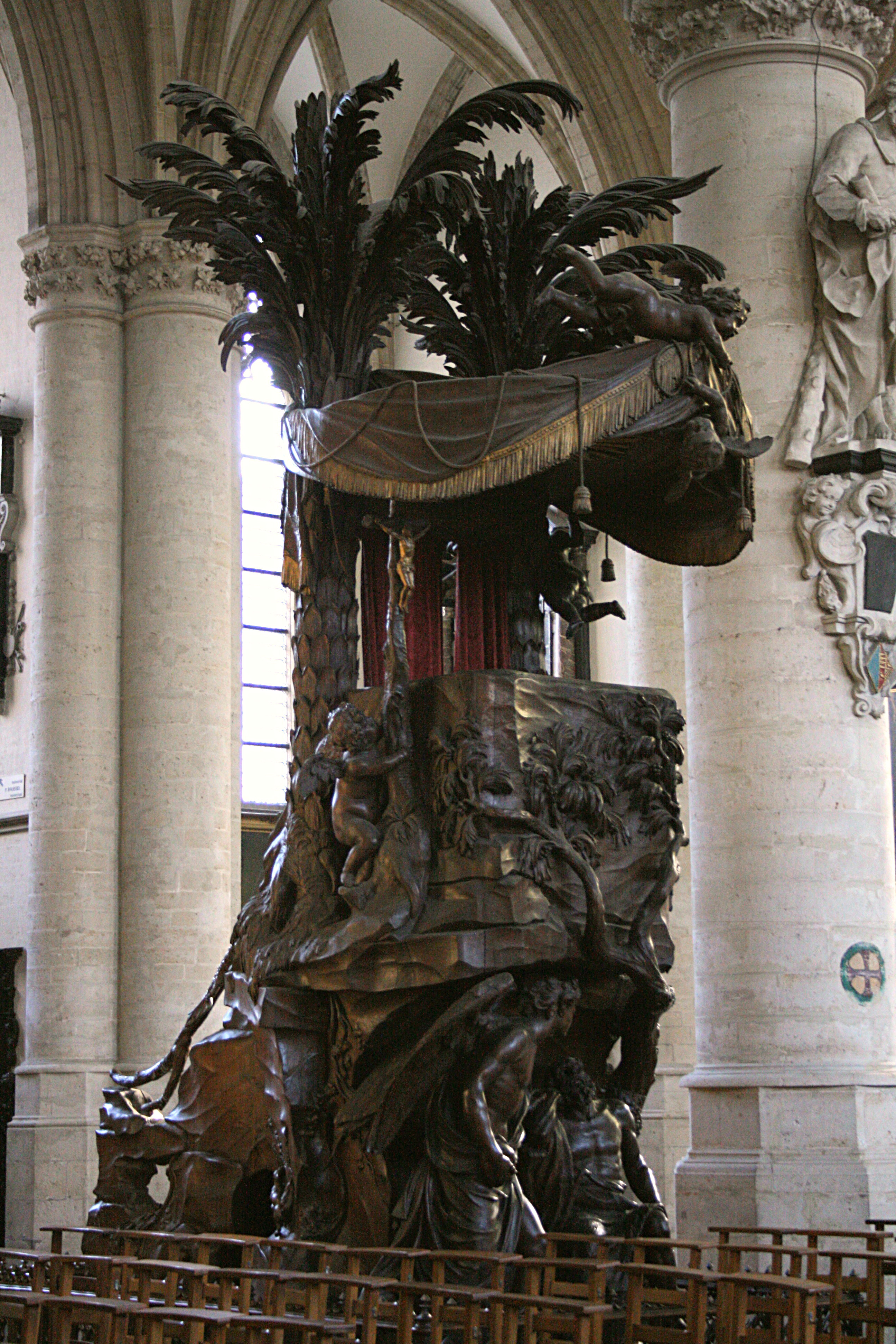
Pulpito di Plumier, 1720

La presenza di una cappella in questo luogo è testimoniata da una carta del 1134 firmata dalla mano di Goffredo il Barbuto, nella quale questi fa dono di una cappella eretta extra oppidum Bruxelli, ovvero "fuori dal centro fortificato di Bruxelles", ai  monaci benedettini dell'abbazia del Santo Sepolcro di Cambrai, i quali vi fondarono subito un priorato.
I privilegi dei monaci saranno accresciuti nel 1195 da Enrico I di Brabante, che designerà la cappella come capella beatae Mariae extra muros oppidi Bruxellensis sita ("cappella della beata Maria fuori dalle mura di Bruxelles").
In corrispondenza dello sviluppo del quartiere fuori dalle mura la cappella venne ingrandita nel 1210 e divenne la seconda parrocchia della città.
La navata venne ricostruita nel XVI secolo dopo il grande incendio del 1475 che colpì anche tutto il quartiere. La chiesa fu saccheggiata nel 1574 dai calvinisti, che ne distrussero tutto il mobilio; successivamente subì il bombardamento francese del 1695. Nel 1699 come copertura alla torre venne aggiunto il coronamento barocco in ardesia, opera dell'architetto bruxellese Antoine Pastorana. Nel 1708 tutto l'edificio venne consolidato e restaurato.
Fino al 1822, nell'area oggi occupata dalla piazza (place de la Chapelle), era il cimitero del quartiere.
Nel XX secolo sotto l'edificio è stato realizzato un tunnel della linea ferroviaria Nord-Midi, che ha fatto temere per la sua stabilità. Lavori di restauro sono stati condotti tra il 1989 e il 1996.

## Architettura
Della prima fase costruttiva, all'inizio del XIII secolo, si conservano ancora il transetto e la torre della crociera, ancora romanici. Il coro, della seconda metà del XIII secolo, testimonia la prima fase del Gotico brabantino.
La navata risale alla ricostruzione del XVI secolo, in stile gotico fiammeggiante
All'esterno gli smilzi pinnacoli dei contrafforti si alternano alla serie dei frontoni triangolari. Sull'esterno dell'abside si trovano dei doccioni.

### Interno
Si presenta diviso in tre navate da pilastri cilindrici, con capitelli detti "a foglie di cavolo".
Secondo la tradizione brabantina il triforio è sostituito da una balaustra, e nella crociera sono quattro enormi pilastri a fascio che reggono il tiburio. Ai pilastri della navata sono addossate le statue seicentesche degli Apostoli, e un pulpito del 1720 opera di Plumier.
Nel corso dei secoli la chiesa accolse le tombe delle grandi famiglie e di personaggi illustri, fra i quali quella di Pieter Bruegel il Vecchio (1569), che abitava nella vicina rue Haute.
La chiesa è la parrocchia della comunità cattolica polacca di Bruxelles, In una cappella laterale è venerata un'icona della Vergine nera di Częstochowa.